# بارفورد سنت جان
بارفورد سنت جان (به انگلیسی: Barford St. John) یک روستا در بریتانیا است که در بارفورد سنت جان و سنت میشل واقع شده‌است.